# Фронтино
Фронтино (итал. Frontino) — коммуна в Италии, располагается в регионе Марке, в провинции Пезаро-э-Урбино.
Население составляет 321 человек (2008 г.), плотность населения составляет 30 чел./км². Занимает площадь 11 км². Почтовый индекс — 61020. Телефонный код — 0722.
Покровителями коммуны почитаются святые апостолы Петр и Павел, празднование 29 июня.

## Демография
Динамика населения:

## Администрация коммуны
- Официальный сайт: http://www.comune.frontino.pu.it/